# Bellenden monteithi
Bellenden monteithi (лат.) — вид хищных коротконадкрылых жуков, единственный в составе монотипического рода Bellenden из подсемейства ощупники (Pselaphinae).

## Распространение
Австралия (Квинсленд).

## Описание
Мелкие коротконадкрылые жуки—ощупники (Pselaphinae). Длина тела 2,0—2,2 мм. Тело покрыто длинными полуотстоящими щетинками (кроме центральной части надкрылий). Глаза самцов и самок состоят из 12 фасеток. Нижнечелюстные щупики с очень длинными тонким вторым и утолщённым четвёртым сегментами (каждый из которых по своей длине превосходит размеры головы). Булава усиков неявная (последний членик самый крупный). Брюшко с бороздкой на видимом 2 (IV) стерните.
Вид был впервые описан в 2001 году американским энтомологом профессором Дональдом С. Чандлером (Chandler Donald S.; University of New Hampshire, Durham, Нью-Гэмпшир, США) вместе с таксонами Mareeba storeyi, Peckiella podocarpus, Kakadu pecki, Pselaphogenius recheri, Eudranes okei, Jardine kistnerorum и другими.
Таксон Bellenden monteithi выделен в отдельный монотипический род Bellenden и отнесён к трибе Pselaphini из подсемейства Pselaphinae.